# Château d'Origny (Côte-d'Or)
Ne pas confondre avec le château d'Origny, à Neuvy (Allier).
Le château d'Origny est un château médiéval construit au XVe siècle sur la commune d'Origny  dans le département français de la Côte-d'Or, remanié lors des siècles suivants et aujourd'hui en ruines.

## Localisation
Dans le village au sud, près de la RD 101 c.

## Historique
Le château construit au XVe siècle est remanié aux XVIe siècle  et XVIIe siècle. Il n'en reste que le bâtiment de la chapelle, le corps de passage, les tours et le corps de garde daté de la seconde moitié du XVIe siècle.

## Architecture
D'une grosse bâtisse carrée à quatre corps entourant une cour et cernée de fossés, il ne reste que les tours et un fossé le long de la courtine est. Le château est entouré à l'ouest et au nord par une basse-cour en L garnie d'une tour ronde, d'une porte charretière et d'un pigeonnier rond.
Les deux tours sud qui encadraient la façade ont conservé leurs trois niveaux jusqu'à hauteur de corniche. Les deux tours nord n'ont plus que deux niveaux, le troisième ayant été arasé pour installer un toit à pan coupé. 
La tour nord-ouest est flanquée d'une tourelle carrée défendue vers le sud par deux canonnières et la tour nord-est d'une tourelle d'escalier en vis côté cour. Au rez-de-chaussée se trouve la chapelle à deux travées de voûte d'ogive et trois fenêtres en arc brisé.

## Mobilier
Dans la chapelle, peintures murales en mauvais état : la Cène, l’agneau mystique, animal (écureuil) et personnages (Moïse, David, guerriers).

## Annexe